# Genesis (entreprise)
 (août 2022).
Pour les articles homonymes, voir Genesis.
Genesis est une entreprise anglaise installée à Berkshire en Angleterre, fondée en 2006. L'entreprise conçoit des vélos et des cadres de vélos, spécialisées pour la route et la montagne. L'entreprise nait par le biais de la gamme éponyme chez Ridgeback (en) en 2001 avant de devenir une entreprise indépendante, dont la notoriété se développe via son modèle Croix de Fer. 

## Historique
En 2014, Genesis lance son premier cadre en fibre de carbone.

## Sponsoring
L'entreprise sponsorise l'équipe cycliste Madison Genesis de 2013 à 2019, reconnue comme équipe continentale par l'UCI. 